# Slatina (Olt megye)
Slatina romániai város a Regátban, Havasalföldön, Olt megye székhelye, a hasonló nevű folyó partján fekszik.

## Története
A város első írásos említése egy 1368. január 20-án keltezett okmányban maradt fenn, amelyben I. László havasalföldi fejedelem szabad átjárást biztosít a brassói kereskedőknek az Olt folyón át, Slatina mellett. Az okmányból az is kiderül, hogy itt egy vámhivatal működött, ebből fejlődött ki a későbbi vásárhely. 1522 júniusában V. Radu Slatinanál aratott győzelmet a török hadsereg felett. Az 1821-es forradalom során Tudor Vladimirescu itt találkozott Iancu Jianuval.

## Népessége
- 2011-ben 63 524 fő, ebből 63 267 román (99,6%), 127 cigány, 30 magyar (0,05%). Más anyanyelvű 56, illetve 44 fő nem nyilatkozott hovatartozásáról.[5]

## Gazdasága
Románia egyetlen alumíniumkohója itt található, emellett élelmiszeripara is van a településnek.
Az olasz Pirelli-csoport gumiabroncs-gyárat nyitott.

## Nevezetességei
- Sfânta Treime (Szentháromság)- templom (1645 és 1789 között épült)
- Városi múzeum, történelmi és néprajz részlegekkel
- Az 1782-ben Ionașcul Cupetul nagykereskedő által építtetett katedrális, amelyet utólag Gheorghe Tattarescu díszített festményekkel
- A település határában álló kolostorromok: Strehareț (1664-1668) és Clocociov (1645).
- Az Olt folyó hídja, amely 1888-1891 között épült, volt az első fémből készült híd Románia területén.

## Híres emberek
- Itt született Petre S. Aurelian román miniszterelnök.
- Itt született Eugène Ionesco román-francia származású francia író, az abszurd dráma és az abszurd színház egyik megteremtője
- Itt született Aurelia Brădeanu, kézilabdázó.
- Itt született Monica Niculescu, teniszező.

## Külső hivatkozások
- Hivatalos honlap (román)